# Agua de Golondrina
Agua de Golondrina är en ort i Mexiko.   Den ligger i kommunen San José Tenango och delstaten Oaxaca, i den sydöstra delen av landet, 290 km sydost om huvudstaden Mexico City. Agua de Golondrina ligger 764 meter över havet och antalet invånare är 344.
Terrängen runt Agua de Golondrina är bergig åt sydväst, men åt nordost är den kuperad. Runt Agua de Golondrina är det ganska tätbefolkat, med 86 invånare per kvadratkilometer. Närmaste större samhälle är Huautla de Jiménez, 17,4 km väster om Agua de Golondrina. I omgivningarna runt Agua de Golondrina växer i huvudsak städsegrön lövskog.